# 12e corps d'armée (1er corps d'armée royal saxon)
Pour les articles homonymes, voir 12e corps d'armée.
Le 12e corps d'armée (1er corps d'armée royal saxon) (XII. (I. Königlich Sächsisches) Armee-Korps) était un corps d'armée du Royaume de Saxe qui commandait les armées saxonne et allemande avant et pendant la Première Guerre mondiale.

## Histoire
Le 1er avril 1867, le « Corps royal saxon » a été constitué. Son siège se situe à Dresde. À l'origine, il commandait la 1re division d'infanterie royale saxonne à Dresde et la 3e division d'infanterie royale saxonne. Après la création du 19e corps d'armée (de) le 1er avril 1899 comme quartier général de la partie occidentale du Royaume de Saxe, le XIIe Corps d'armée est chargé de la partie orientale du Royaume.
Le Corps a été dissous avec la démobilisation de l'armée allemande après la Première Guerre mondiale.

### Guerre franco-prussienne
Pendant la Guerre franco-prussienne, le corps d'armée a participé à la bataille de Gravelotte, à la bataille de Nouart, à la bataille de Sedan et au siège de Paris.

### Entre les deux guerres
Le 1er avril 1887, une autre division saxonne est formée (32e (3e) division d'infanterie royale saxonne), basée à Bautzen) et affectée au Corps,).
Avec l'expansion de l'armée allemande à la fin du XIXe siècle, le XIXe Corps d'armée (2e Corps royal saxon) est créé le 1er avril 1899 à Leipzig en tant que Generalkommando (quartier général) pour la partie occidentale du royaume de Saxe (districts de Leipzig, Chemnitz et Zwickau). Il prend le commandement de la 24e (2e Division royale saxonne et la 40e (4e Division royale saxonne) nouvellement formée. Le XIIe Corps est responsable de la partie orientale du Royaume.
Au début de la Première Guerre mondiale, le Corps est affecté à la IIe Inspection de l'Armée qui forme la IIIe Armée à prédominance saxonne.

### Première Guerre mondiale

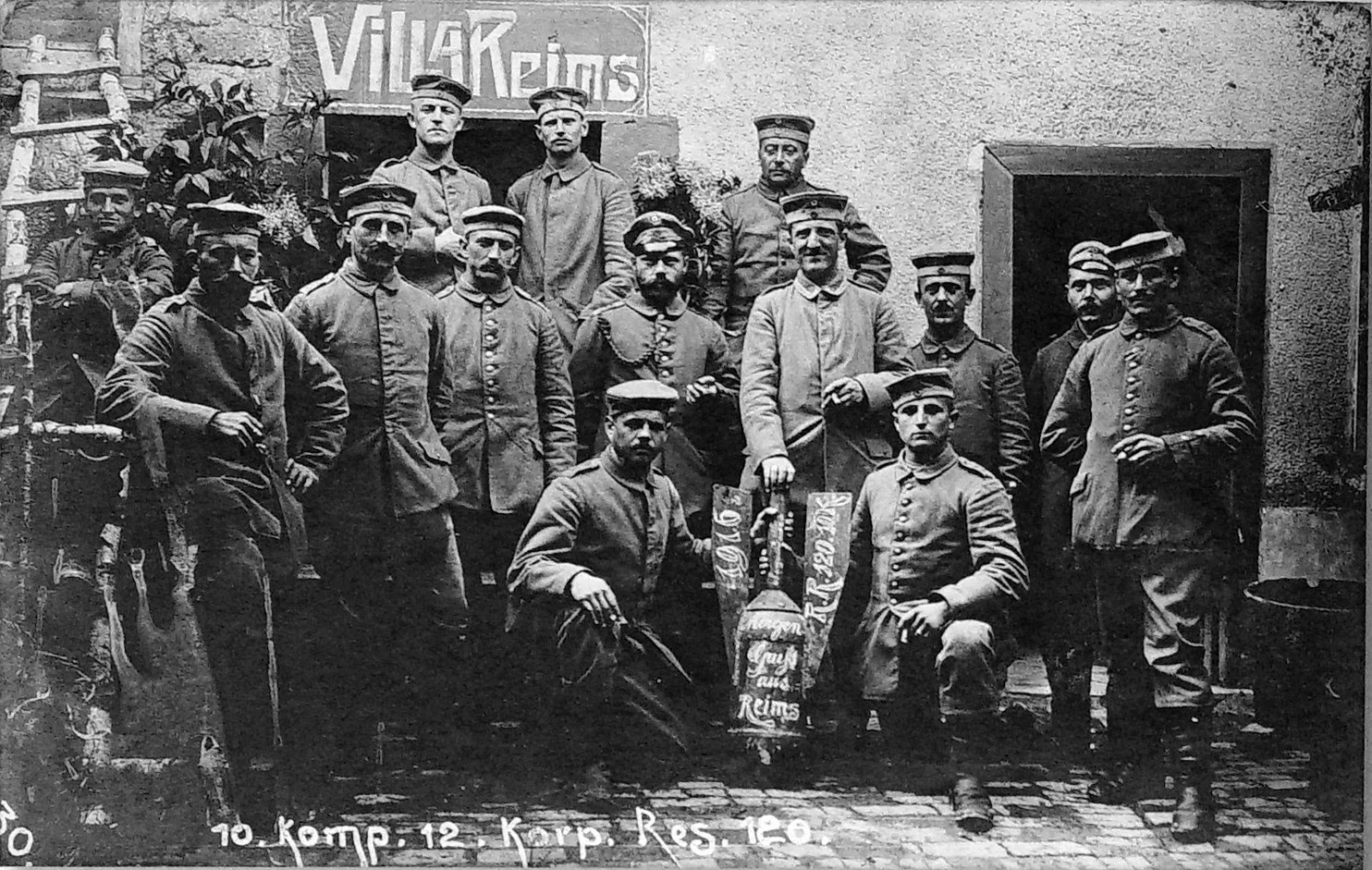
En 1916 proche de Reims.

#### Organisation de la mobilisation
Lors de la mobilisation du 2 août 1914, le Corps est restructuré. La 23e brigade de cavalerie (de) est retirée pour faire partie de la 8e division de cavalerie et la 32e brigade de cavalerie (de) est dissoute et ses régiments assignés aux divisions comme unités de reconnaissance. Les divisions est renforcée avec des compagnies de génie et d'autres unités de soutien du quartier général du Corps d'armée. En résumé, le XIIe Corps se mobilise avec 25 bataillons d'infanterie, 9 compagnies de mitrailleuses (54 mitrailleuses), 8 escadrons de cavalerie, 24 batteries d'artillerie de campagne (144 canons), 4 batteries d'artillerie lourde (16 canons), 3 compagnies pionnières et un détachement aérien.

#### Chronologie organisationnelle
Lors de la mobilisation, le XIIe Corps est affecté à la 3e armée à prédominance saxonne faisant partie en août 1914 de l'aile droite des forces pour l'offensive du plan Schlieffen sur le front occidental. Le 14 septembre 1914, il est rattaché à la 2e armée et un jour plus tard à la 7e armée. Elle existait encore à la fin de la guerre inclus dans le détachement d'armée B, groupe d'armées duc Albert à l'extrémité sud du front occidental.

## Commandants
Au cours de son existence, le XIIe Corps d'Armée oa eu les commandants suivants,, :
| From              | Rank                   | Name                             |
| ----------------- | ---------------------- | -------------------------------- |
| 23 février 1867   | General der Infanterie | Roi Albert de Saxe               |
| 19 août 1870      | General der Infanterie | Prince Georges Ier de Saxe       |
| 22 mars 1900      | Generalleutnant        | Max von Hausen                   |
| 26 août 1902      | General der Infanterie | Roi Frédéric-Auguste III de Saxe |
| 18 octobre 1904   | Generalleutnant        | Hermann von Broizem (de)         |
| 26 septembre 1910 | General der Infanterie | Karl Ludwig d'Elsa               |
| 17 avril 1916     | Generalleutnant        | Horst Edler von der Planitz      |
| 8 septembre 1917  | General der Kavallerie | Hans Krug von Nidda (de)         |
| 24 juillet 1918   | Generalleutnant        | Max Leuthold (de)                |